# Società Sportiva Lazio Nuoto
La Società Sportiva Lazio Nuoto, o semplicemente Lazio Nuoto, è una società pallanuotistica italiana di Roma, fondata il 9 gennaio 1900 sotto il nome di Società Podistica Lazio da Luigi Bigiarelli.

## Storia
La S.S. Lazio Nuoto è una delle più antiche sezioni della Società Sportiva Lazio. Fondata infatti nel 1900 è la sezione antesignana, essendo stati i biancocelesti prima nuotatori e podisti e solo successivamente calciatori, escursionisti e canottieri. Nuoto, pallanuoto e tuffi sono le tre discipline in cui la società è maggiormente impegnata. Tra queste spiccano la squadra che milita nel campionato italiano di pallanuoto di Serie A2, e tuffatori del calibro di Nicola e Maria Marconi. L'esordio della società nel nuoto avviene tra la primavera e l'estate del 1900, nelle acque del Tevere. Allora le piscine non esistevano. Romeo Tofini vince da assoluto outsider il "Campionato del Tevere" davanti al consocio Vincenzo Altieri, battendo la star dell'epoca Costantino Pizzingrilli della Rari Nantes Roma davanti al pubblico delle grandi occasioni, radunato nell'ambito delle manifestazioni per festeggiare il nuovo secolo.
Nei primi anni del 1900 i nuotatori della Lazio monopolizzano la vita sul Tevere, imponendosi in traversate, cimenti invernali, saggi indumentali ed esibizioni di tuffi. Nel 1901 l'inglese Jarvis, campione olimpico di nuoto in visita a Roma, spiega e fa provare nel laghetto di Villa Borghese tecniche e regole della pallanuoto, dando il via ad un grande interesse su questo sport che prenderà successivamente corpo nel 1904, quando ai giocatori della Lazio è concesso l'uso gratuito della piscina delle Acque Albule di Tivoli Terme e del trenino per raggiungerla. Nel 1906 la Lazio si aggiudica un torneo di pallanuoto con squadre liguri e napoletane, ufficiosamente indicato come primo Campionato Italiano, e continua a primeggiare sino alla Grande Guerra. L'astro nascente di questo periodo è Olindo Bitetti, il primo dei due grandi personaggi – mentre l'altro è Renzo Nostini – che hanno improntato la storia del sodalizio. Nel 1926 le sezioni del sodalizio sono più di 10 e pertanto la denominazione sociale è definitivamente modificata in Società Sportiva Lazio. Dopo un periodo d'appannamento a seguito della partenza di Olindo Bitetti per lavoro all'estero, con il suo ritorno nel 1932 la Lazio ottiene la gestione dello Stadio Nazionale (oggi Stadio Flaminio) e riparte alla grande. In 2 anni conquista 3 records italiani di staffetta che portano alla ribalta anche nel nuoto e nella pallanuoto Renzo Nostini, campione di scherma, di pentathlon moderno e di rugby.
Nel 1935 la squadra di pallanuoto sfiora il successo in serie A, in porta gioca Massimo Girotti futura star cinematografica. Nel 1936 William Lisardi centra, nei 100 stile libero, il primo titolo assoluto individuale della storia sociale, poi bissato nel 1937 e imitato, negli anni successivi, 5 volte da Massimo Costa sempre nei 100 s.l., Italo De Zucco 2 volte nei 100 dorso, Giuseppina Crugnola 2 volte nei 400 s.l., Tatiana Pertot 2 volte nei 200 rana e Grazia Scalia negli 800 s.l. Nei tuffi Tatiana Pertot bissa i successi nel nuoto con 4 titoli dal trampolino e 2 dalla piattaforma mentre Ferrero Marianetti centra 3 titoli dal trampolino, 2 dalla piattaforma e trascina la squadra a 5 titoli di società. Nel Conflitto Mondiale Attilio Friggeri e Giorgio Scalia si immolano per la patria. Ad essi sono intitolate due strade di Roma. Il primo titolo assoluto del dopoguerra lo vince nel 1946 Renato Tofini, nipote del pioniere Romeo, nei 200 rana. La squadra di pallanuoto vince il titolo del 1945 ma le viene annullato per un reclamo tecnico. Piazza comunque 3 suoi big nel Settebello Oro Olimpico 1948 ed Oro Europeo 1947: Aldo Ghira, Geminio Ognio e Ermenegildo "Gildo" Arena.
Aldo Ghira nei 200 rana, Geminio Ognio nei 400 s.l. e due volte nei 1.500 s.l. e Gildo Arena nei 100 s.l. vincono anche il titolo assoluto nel nuoto. Nel 1951 diviene Presidente Renzo Nostini, ingegnere, discepolo e seguace di Olindo Bitetti. Il suo regno durerà 54 anni segnando i destini del sodalizio e dello Sport Italiano della seconda metà del secolo. Nei primi anni '50 spopola Carlo Pedersoli, in arte cinematografica meglio conosciuto come Bud Spencer, primo italiano sotto il minuto nei 100 s.l. e centroboa nella pallanuoto. Nel 1954 la Lazio Nuoto è la più forte società italiana. Nel 1955 Renzo Nostini porta a Roma Enzo Zabberoni, ex campione della Florentia e allenatore emergente e chiama al suo fianco Sergio Catalani, tricolore sfumato di pallanuoto nel '45, vicepresidente storico fino agli anni '80. Le nuove idee e le diverse tecniche rivoluzionano l'ambiente e lanciano il momento più fulgido della storia laziale. Nel nuoto si impone Paolo Pucci. Nel 1958 ai Campionati Europei di Budapest Paolo Pucci centra l'oro dei 100 s.l. battendo un record continentale che resisteva da 12 anni, con il 3º tempo mondiale "ogni epoca", trascina la 4x200 s.l. all'argento e la 4x100 mista al bronzo ed è inserito nella squadra ideale dei migliori giocatori di pallanuoto del mondo. Poteva vincere le Olimpiadi di Roma sia nel nuoto che nella pallanuoto ma smette poco prima per incomprensioni con il CONI.
L'uragano Zabberoni sconvolge il nuoto nazionale e porta alla ribalta una generazione che in un ventennio consegna ai colori biancocelesti 2 Ori Olimpici, 1 Oro e 2 Records Europei, 5 Ori ai Giochi del Mediterraneo e 2 alle Universiadi, 53 titoli di società nel nuoto (19 femminili assoluti, 6 maschili assoluti e 28 di categoria), 22 Trofei Corbari (oggi Trofeo del Nuotatore), 4 Trofei del Giocatore, 13 Trofei Barbacci (nuoto, pallanuoto e tuffi), 100 titoli e 149 records assoluti. Le nuove star sono Giuseppe Avellone, Welleda Veschi, Rita Androsoni, Anna Beneck, Daniela Serpilli, Paola Saini, Maria Cristina Pacifici, Francesco Spinola, ma la stella più fulgida è Daniela Beneck, 11 titoli e 19 record individuali assoluti, prima italiana a stabilire un record europeo, nel 1965 nei 200 stile libero. Nel 1956 la squadra di pallanuoto (Mino Antonelli, Paolo Pucci, Salvatore Gionta, Felice Virno, Baccini, Ceccarini, Peretti, Berenga, Gambino) vince il titolo sotto la guida di Camillo De Giovanni, ma dopo 2 anni Zabberoni assume anche questo incarico. Le stelle del gruppo sono Giancarlo Guerrini e Salvatore Gionta, che nel 1960 centrano l'Oro Olimpico con il Settebello (Giancarlo Guerrini partecipa all'Olimpiade anche come nuotatore) e intorno a loro si afferma una nuova generazione di giovani, Vallone, Vassallo, Gualdi, Alberto Spinola ed il Presidente del sodalizio Massimo Moroli, che entreranno a far parte del Settebello e contrasteranno lo strapotere della Pro Recco.
Del gruppo fa parte anche Fabrizio Momoni che negli anni '90 e 2000 si aggiudicherà numerosi titoli e records mondiali nella categoria Master di nuoto. Nei tuffi si impone Paola Perno, campionessa assoluta dai 3 m. Nel 1963 la dimensione e il pluralismo sportivo della S.S. Lazio suggeriscono di modificare la configurazione giuridica della società da polisportiva di primo livello, capace di gestire più attività con un'unica amministrazione, in polisportiva di secondo livello, una sorta di federazione di sezioni sportive autonome e indipendenti. Nasce così la S.S. Lazio Nuoto. Dopo il ritorno di Zabberoni a Firenze nel 1965, l'onda lunga delle imprese biancocelesti prosegue sotto la cura di Franco Baccini, tricolore '56 con la pallanuoto e "vice" di Zabberoni di lungo corso. La generazione dei Campioni Italiani Assoluti degli anni '70, oltre a Donatella Talpo, Patrizia Miserini, Raffaella Rasi, Paola Morozzi, Marina Corsi, Daniele Masala, Pietro Boscaini, Maurizio Giovannini, Sergio Alibertini, Giorgio Quadri e Luigi Barelli, annovera anche Paolo Barelli Presidente della FIN.
Nella Pallanuoto, grande prestigio per Romeo Collina, Oro Mondiale a Berlino 1978, e i nomi di punta sono Riccardo Catalani e Pierluigi Formiconi, che dovrà successivamente aggiudicarsi 1 Oro Olimpico, 3 Mondiali e 4 Europei alla guida del Setterosa ed oggi è tornato a guidare la panchina della S.S. Lazio Pallanuoto dopo una prima parentesi risalente al 1973. Nelle giovanili primeggia Nanni Moretti, futuro regista cult. I nomi di spicco degli anni '80 sono Andrea Ceccarini e Manuela Melchiorri nel nuoto, il giovane Massimiliano Ferretti nella pallanuoto e Laura Schermi che centra nei tuffi 4 titoli dal trampolino e 1 dalla piattaforma. Manuela Melchiorri si aggiudica 11 titoli assoluti e trascina, nel 1988, la squadra femminile, di cui faceva parte l'allenatrice di nuoto Rossella Pellegrini, all'ultimo titolo assoluto di società. Massimiliano Ferretti, passato ad altre squadre, si affermerà assieme ad un'altra stella Ferdinando Gandolfi con l'Oro Olimpico 1992, l'Oro Mondiale 1994 e l'Oro Europeo 1993. Ferdinando Gandolfi è stato vincitore di una medaglia d'oro ai Giochi olimpici di Barcellona nel 1992; è stato l'autore della rete decisiva nella finale contro i padroni di casa della Spagna, battuti dal "Settebello" azzurro per 9 a 8 dopo il secondo tempo supplementare.
Negli anni novanta, con coach Domenico Rinaldi, riesplodono i tuffi che portano 4 titoli assoluti di società consecutivi, si pregiano di un nome glorioso, Durand De La Penne, con Federico, nipote dell'eroe di guerra Luigi, Campione Italiano Assoluto dai 10 m e lanciano nel firmamento internazionale i tre fratelli Marconi: Nicola, Tommaso e Maria che complessivamente arricchiranno il palmarès sociale con 3 ori, 1 argento e 5 bronzi Europei e 21 titoli Assoluti, ancora oggi ai vertici dei tuffi italiani. Nel 2005 si spegne Renzo Nostini, la leggenda della Lazio e dello Sport Italiano, Presidente Onorario del CONI di cui è stato a lungo Vicepresidente vicario e protagonista di epiche battaglie di rinnovamento, Collare d'oro al merito sportivo e Stella al merito sportivo. Sarà intitolato a suo nome il grande Centro Internazionale Acquatico che sorgerà a Tor Vergata per i Campionati del Mondo di Roma 2009. Gli succede Massimo Moroli, suo "vice" per più di 20 anni. Nel segno della continuità anche nella "Polisportiva" il testimone passa ad Antonio Buccioni, "spalla" storica dell'"Ingegnere" nella custodia dei valori della Lazialità. Sotto i segni distintivi della S.S. Lazio ogni giorno si allenano e gareggiano circa 10.000 giovani di 37 diverse discipline sportive. Nei colori biancocelesti si celebrano sport, passione, epica e uno spaccato della storia italiana dell'ultimo secolo. Chi si riconosce in questi colori fa parte di una famiglia ideale, interprete della "Lazialità", una mentalità e uno stile di vita che distinguono. Il motto è "Concordia Parvae Res Crescunt". Dal 2020 è presente anche la squadra femminile, che nel 2024 è stato promossa per la prima volta nella sua storia in Serie A1. Dal 2021 è presente la squadra di pallanuoto paralimpica che si è laureata campione d'Italia nello stesso anno.

## Pallanuoto femminile
Al termine della stagione 2023-2024 di serie A2 la sezione femminile allenata da Iacopo Spagnoli ottiene la promozione nella massima divisione, a distanza di quattro anni dalla sua fondazione.

## Colori e simboli

### Colori
I colori storici della S.S. Lazio sono il bianco e il celeste, scelti in onore della Grecia, patria delle Olimpiadi, in quanto la società capitolina fu fondata in un periodo di rinascita dell'antico spirito olimpico. Per la scelta dei colori determinante fu il giudizio del principale fondatore, Luigi Bigiarelli, mentre uno dei suoi amici nonché socio fondatore, Olindo Bitetti, fu colui che ispirò la scelta del nome della storica società capitolina.

## Rosa maschile 2024-2025
| N° |                   | Ruolo | Giocatore              |
| -- | ----------------- | ----- | ---------------------- |
|    | Italia (bandiera) | P     | Edoardo Leoni          |
|    | Italia (bandiera) | P     | Massimiliano Marchetti |
|    | Italia (bandiera) | P     | Yuri Pannaccio         |
|    | Italia (bandiera) | D     | Fabrizio Dominici      |
|    | Italia (bandiera) | D     | Alessio Olivi          |
|    | Italia (bandiera) | D     | Alberto Costanzo       |
|    | Italia (bandiera) | D     | Francesco Corelli      |
|    | Italia (bandiera) | D     | Noah Troiani           |

| N° |                     | Ruolo | Giocatore             |
| -- | ------------------- | ----- | --------------------- |
|    | Italia (bandiera)   | A     | Simone Russo          |
|    | Italia (bandiera)   | A     | Giuseppe Alessandrini |
|    | Italia (bandiera)   | A     | Giorgio Giacomone     |
|    | Ungheria (bandiera) | U     | Richard Korban        |
|    | Italia (bandiera)   | U     | Giovanni Silvestri    |
|    | Italia (bandiera)   | CB    | Diego Tresa           |
|    | Italia (bandiera)   | CB    | Angelo Nenni          |

### Staff tecnico
Allenatore:  Daniele Ruffelli
Allenatore in seconda:  Andrea Perazzetti
Preparatore atletico:  Andrea Perazzetti

## Rosa femminile 2024-2025
| N° |                   | Ruolo | Giocatore         |
| -- | ----------------- | ----- | ----------------- |
|    | Italia (bandiera) | P     | Gaia Acerbotti    |
|    | Italia (bandiera) | P     | Sofia Lucherini   |
|    | Italia (bandiera) | D     | Irene Falso       |
|    | Italia (bandiera) | D     | Carolina Ioannou  |
|    | Italia (bandiera) | D     | Giulia Rambaldi   |
|    | Italia (bandiera) | A     | Alessia Imola     |
|    | Italia (bandiera) | A     | Martina Di Giulio |
|    | Italia (bandiera) | A     | Chiara Tori       |

| N° |                   | Ruolo | Giocatore             |
| -- | ----------------- | ----- | --------------------- |
|    | Italia (bandiera) | A     | Chiara Lomonte        |
|    | Italia (bandiera) | A     | Silvia Rugora         |
|    | Italia (bandiera) | A     | Margherita Esposito   |
|    | Italia (bandiera) | A     | Federica Troncanetti  |
|    | Italia (bandiera) | CB    | Giulia Di Marcantonio |
|    | Hawaii (bandiera) | CB    | Lalelei Mataafa       |
|    | Italia (bandiera) | CV    | Livia Boldrini        |
|    | Italia (bandiera) | CV    | Alessandra Rovetta    |

### Staff tecnico
Allenatore:  Iacopo Spagnoli

## Palmarès

### Trofei nazionali
- Campionato italiano: 4 (non riconosciuti)

1906, 1907, 1908, 1909
- Campionato italiano: 2

1945, 1956
- Trofeo del Giocatore: 5

1960, 1963, 1964, 1973, 2024
- Campionato italiano indoor: 5

1955, 1958, 1959, 1961, 1964

### Trofei giovanili
- Campionato italiano Juniores: 9

1960, 1961, 1964, 1965, 1973, 1985, 2001, 2016, 2025
- Campionato italiano Under-18 A: 1

2023
- Campionato italiano Allievi: 6

1970, 1972, 1997, 2000, 2007, 2025